# Діози

Глікольдегід є єдиною діозою

Діоза є моносахаридом, що містить два вуглецевих атоми. Оскільки загальна хімічна формула немодифікованого моносахариду є (C·H2O)n, де n дорівнює три або більше, вона не відповідає формальному визначення моносахариду.
Проте, оскільки вона відповідає формулі (C·H2O)n, іноді її вважають основним цукром.
Існує тільки один можливий діоз, гліколевий альдегід (2-гідроксиетаналь), який є альдодіозом (кетодіоза неможлива, оскільки існують тільки два атоми вуглецю).